# 고주석
고주석은 대한민국 건축가이다. 네덜란드 와게닝엔 대학교 조경 건축학과 명예석좌교수이고, 전 미국 텍사스 공과대학교 건축학과 정교수였다. 오이코스(Oikos)의 창립 파트너로서 1980년대부터 생태학적 디자인과 통합적 건축을 실천하고 있으며, 국제조경건축협회 회장상, 한국조경디자인 대상을 수상한 바 있다. 또한 동아시아 미학에 관해 쓴 글로 미국조경가협회로부터 브래드포드 윌리엄스 상을 받았다. 오르탕스 세레 오르탕스 세레(Hortense Serret)는 파리의 내셔널뮤지엄오브내추럴히스토리에서 생태학 박사 학위를 받았다. 그는 컨설팅 회사인 ARP-아스트랑스의 ‘생물다양성과 바이오필리아’ 관련 부서를 이끌며 생물다양성과 부동산 프로젝트를 접목시키는 작업을 진행하고 있다. 3년간 이화여자대학교에서 근무했고, 동아사이언스와 함께 생물다양성 모니터링을 위한 시민과학 프로그램 개발에 참여했다.